# プジョー・605
プジョー・605（Peugeot 605 ）は、フランスの自動車会社であるプジョーが1989年から1999年まで生産した大型乗用車である。 

## 概要
先代に当たるプジョー・604は、販売不振のため1985年に生産を終了しており、しばし欠番だった600番台のプジョーとして1989年のフランクフルトショーでデビュー。 604、505とフランスの大型乗用車では唯一後輪駆動を守っていたプジョーだが、この605はPSAグループ内のシトロエン・XMをベースとしており、ついに前輪駆動 となった。スタイリングはピニンファリーナとの共同作業によるもので、一回り小振りの405とよく似たシャープな造形である。 また同時期に同じくピニンファリーナ・デザインで登場したアルファロメオ・164とも共通性を感じるデザインである。 このクラス相応の豪華な内装や充実した装備、快適な乗り心地やハンドリング性能を有していたが、過去の大型プジョー同様フランス国内以外での販売は芳しくなかった。
前期と後期ではグリルやトランクの形状、ウインカーまた後期からはテールライトにスモークがかかっている。